# Tauras Šiauliai
Denne side handler om klubben grundlagt i 1973. For klubben, der var kendt som FC Šiauliai, se FC Šiauliai.
Futbolo Klubas Tauras var en fodboldklub fra den litauiske by Šiauliai. Klubben blev stiftet i 1971 og gik konkurs i 1994.

## Historie
Futboloklubs Tauras blev dannet i 1971 og repræsenterede tv-fabrikken Tauras. Flyttet til den daværende højeste liga.
1974 blev mester i Litauen. Holdet blev coachet af Česlovas Urbonavičius (1973-1984).
Efter gendannelsen af uafhængigheden i 1991 formået klubben at nå LFF taurė-finalen, men i 1992 gik ned til I-ligaen.
Til sidst, da tv-fabrikken Tauras stoppede med at finansiere holdet, opløstes det.
1994 FK Tauras aktiviteter sluttede.

## Titler

### Nationalt
- A Lyga
  - Vindere (1): 1974
  - Andenplads (1): 1980

- Litauiske Cup
  - Andenplads (1): 1991

## Historiske slutplaceringer

### 1971 – 1987[1]
| Sæson | Niveau | Liga                       | Placering | Info       |
| ----- | ------ | -------------------------- | --------- | ---------- |
| 1971  | 2.     | Pirma lyga (Žalgirio zona) | 1.        | Oprykning  |
| 1972  | 1.     | Aukščiausia lyga           | 8.        |            |
| 1973  | 1.     | Aukščiausia lyga           | 13.       |            |
| 1974  | 1.     | Aukščiausia lyga           | 1.        | Vindere    |
| 1975  | 1.     | Aukščiausia lyga           | 4.        |            |
| 1976  | 1.     | Aukščiausia lyga           | 7.        |            |
| 1977  | 1.     | Aukščiausia lyga           | 7.        |            |
| 1978  | 1.     | Aukščiausia lyga           | 6.        |            |
| 1979  | 1.     | Aukščiausia lyga           | 4.        |            |
| 1980  | 1.     | Aukščiausia lyga           | 2.        | Andenplads |
| 1981  | 1.     | Aukščiausia lyga           | 4.        |            |
| 1982  | 1.     | Aukščiausia lyga           | 3.        |            |
| 1983  | 1.     | Aukščiausia lyga           | 3.        |            |
| 1984  | 1.     | Aukščiausia lyga           | 9.        |            |
| 1985  | 1.     | Aukščiausia lyga           | 11.       |            |
| 1986  | 1.     | Aukščiausia lyga           | 11.       |            |
| 1987  | 1.     | Aukščiausia lyga           | 15.       | Nedrykning |

### 1990 – 1994
| Sæson   | Niveau | Liga             | Placering | Kilder | Info          |
| ------- | ------ | ---------------- | --------- | ------ | ------------- |
| 1990    | 1.     | Aukščiausia lyga | 8.        | [ 2 ]  |               |
| 1991    | 1.     | Lietuvos lyga    | 13.       | [ 3 ]  | 🏆 Andenplads |
| 1991–92 | 1.     | Lietuvos lyga    | 13.       | [ 4 ]  | Nedrykning    |
| 1992–93 | 2.     | Pirma lyga       | 5.        | [ 5 ]  |               |
| 1993–94 | 2.     | Pirma lyga       | 14.       | [ 6 ]  | Ophørt i 1994 |

## Trænere
- Česlovas Urbonavičius, 1973-1984